# Воронежський Сергій Петрович
Воро́нежський Сергі́й Петро́вич (нар. 25 червня 1967, Херсон, СРСР) — радянський та український футболіст, що виступав на позиції захисника. Найбільше відомий завдяки виступам у складі сімферопольської «Таврії», херсонського «Кристала», житомирського «Полісся» та інших клубів. Переможець першого чемпіонату України з футболу (1992). Майстер спорту України (1992).

## Життєпис
Сергій Воронежський народився в Херсоні, де й почав займатися футболом в місцевій ДЮСШ-3 під керівництвом Євгена Кузовенкова та Пилипа Гришкова. У 17-річному віці дебютував у херсонському «Кристалі», а вже наступного року став одним з ключових гравців клубу. Через службу в лавах збройних сил СРСР сезон 1986 року Воронежський розпочав у аматорському колективі СКЧФ з Севастополя, де провів три сезони, після чого повернувся до рідного «Кристала», у складі якого провів ще майже 150 матчів у іграх чемпіонатів СРСР та України.
Другу половину першого чемпіонату незалежної України провів у складі сімферопольської «Таврії». Сімферопольцям того року вдалося створити сенсацію, перегравши у фінальному матчі київське «Динамо» та здобувши «золото» турніру. В Лізі Чемпіонів «Таврія» спочатку пройшла ірландський «Шелбурн» (0:0, 2:1), а у наступному раунді поступилася за сумою двох матчів швейцарському «Сьйону» (1:3, 1:4). Воронежський з'являвся на полі в усіх чотирьох поєдинках.
У 1993 році Сергій Воронежський перейшов до лав одеського «Чорноморця», однак заграти у складі «моряків» так і не зміг, повернувшись до Херсона. Втім, у рідному місті він затримався лише на сезон, приставши на пропозицію житомирського «Полісся», де виступав з 1994 по 2000 рік. Після закінчення професійної кар'єри брав участь у матчах аматорських колективів «Таврія» (Новотроїцьке), КЗЕЗО (Каховка) та «Укррічфлот» (Херсон).

## Досягнення
Командні трофеї
- Чемпіон України (1): 1992
- Бронзовий призер чемпіонату України (1): 1992/93

Особисті здобутки
- Майстер спорту України (1992)